# Shōken
La emperatriz Shōken (昭憲皇太后 Shōken-kōtaigō?) (9 de mayo de 1849 - 9 de abril de 1914) fue la emperatriz consorte del emperador Meiji de Japón. Su nombre al nacer fue Masako Ichijō (一条勝子 Ichijō Masako?) y el nombre que adoptó al prometerse a Meiji Tennō en matrimonio fue Haruko (美子?).

## Biografía

### Juventud
Masako fue la tercera hija de Tadaka Ichijō, antiguo ministro de la Izquierda y cabeza de familia de la Familia Ichijō del clan Fujiwara. Su madre fue una hija del príncipe Fushimi Kuniie.
De niña, la princesa Masako demostró capacidades prodigiosas, fue capaz de leer el poema de Kokin Wakashū a la temprana edad de cuatro años y escribió varios versos waka a los cinco. A los siete años fue capaz de leer, con algo de ayuda, algunos textos en chino clásico y estudiaba caligrafía japonesa. Para los doce años aprendió a tocar el instrumento musical koto y era aficionada al drama musical Nō. También estudió ikebana y la práctica de la ceremonia del té japonesa. 
Como ya era común en la época, fue vacunada contra la viruela. El principal inconveniente para su elección fue que era tres años mayor que el emperador Meiji, pero este obstáculo se resolvió cambiando su fecha oficial de nacimiento de 1849 a 1850.
Ella se prometió al emperador Meiji el 2 de septiembre de 1867, adoptó el nombre de pila de Haruko (美子?), el nombre quiso reflejar su pequeño tamaño y su serena belleza. El Shogunato Tokugawa prometió 15.000 ryō de oro para la boda y asignó un ingreso anual de 500 koku, pero la restauración Meiji sucedió antes de la boda, las cantidades prometidas nunca se abonaron. La boda se pospuso en parte por el periodo de duelo en honor al emperador Kōmei y su hermano Ichijō Saneyoshi, y por las revueltas políticas alrededor de Kioto entre 1867 y 1868. El 11 de enero de 1869 se celebró finalmente la boda.
Fue la primera emperatriz consorte en recibir los títulos nyōgō (hija de ministro) y kōgō (literalmente, la mujer del emperador, traducido como la "emperatriz consorte"), en varios siglos.
Fue la primera emperatriz japonesa en desempeñar un papel público. Pronto quedó claro que la emperatriz Haruko no podía tener hijos. El emperador Meiji tuvo quince hijos con sus damas de honor oficiales y como fue costumbre en la monarquía japonesa la emperatriz Shōken adoptó a Yoshihito, el hijo mayor de su marido con una concubina. Así Yoshihito se convirtió en el heredero al trono, y a la muerte del emperador Meiji le sucedió como el Emperador Taishō.

### Emperatriz consorte
La emperatriz se trasladó de Kioto a la nueva capital, Tokio, el 8 de noviembre de 1869. Acabando con la tradición el Emperador Meiji insistió en que ella y sus damas de honor acudiesen a las clases educativas que él tomaba con regularidad para conocer el estado de Japón y los desarrollos en los países extranjeros.
Desde 1886 la emperatriz y su séquito solo se vistieron con ropas occidentales en público. En 1887 incluso emitió un memorando sobre este tema, indicó que la vestimenta tradicional japonesa, representada por el kimono, no solo era inadecuada para la vida moderna, sino que los vestidos occidentales eran más parecidos a las ropas vestidas por las mujeres japonesas en la antigüedad.
En su papel diplomático la emperatriz fue la anfitriona de la mujer del presidente de los Estados Unidos Ulysses S. Grant durante su visita a Japón, también estuvo presente en los encuentros entre el emperador y el rey de Hawái Kalākaua en 1881. Posteriormente, ese mismo año, ayudó como anfitriona en la visita de los hijos del futuro rey Eduardo VII, el príncipe Alberto Víctor y el príncipe Jorge (el futuro Jorge V), quien le regaló un par de ualabíes de Australia.
La emperatriz acompañó a su marido a Yokosuka el 26 de noviembre de 1886 para observar cómo los nuevos cruceros de la Armada Imperial Japonesa Naniwa y Takachiho disparaban torpedos y realizaban otras maniobras militares. Desde 1887 ella estuvo a menudo al lado del emperador en sus visitas oficiales a escuelas, fábricas e incluso maniobras militares. Cuando el emperador Meiji cayó enfermo en 1888 ella tomó su lugar en la recepción de los emisarios de Siam, inauguró buques de guerra y visitó la Universidad Imperial de Tokio.
En 1889 acompañó al emperador Meiji en su viaje oficial a Nagoya y Kioto. Mientras el emperador continuaba con sus visitas a las bases navales de Kure y Sasebo, ella fue a Nara, a rezar a sus principales santuarios shinto.
Se la conoció en su reinado como una defensora de obras de caridad y como promotora de la educación de las mujeres, durante la Primera guerra sino-japonesa (1894–95), la emperatriz también trabajó en el establecimiento de la Cruz Roja Japonesa. Especialmente preocupada por las actividades de la Cruz Roja en tiempos de paz, creó un fondo para la Cruz Roja Internacional, que más adelante se llamaría "El Fondo Emperatriz Shoken". Hoy día se emplea en actividades de bienestar internacional. Ella dirigió este fondo para amigos y enemigos, la actividad continuó incluso con la entrada de Japón en la II Guerra Mundial y después de ésta.

### Emperatriz Viuda
Tras la muerte del emperador Meiji en 1912 el emperador Taishō le concedió el título de emperatriz viuda (皇太后 Kōtaigō?).
Murió en 1914 en la residencia imperial de Numazu, Shizuoka. Fue enterrada en el montículo este del Fushimi Momoyama Ryo en Fushimi, Kioto, al lado del emperador Meiji. Su alma se venera en el Santuario Meiji de Tokio. El 9 de abril de 1914 recibió el nombre póstumo de Shōken Kōtaigō.
El vagón de ferrocarril de la emperatriz, así como el del emperador Meiji, puede ser visto hoy en el Museo Meiji-mura, en Inuyama, Prefectura de Aichi.

## Títulos y tratamiento
- 9 de mayo de 1849 – 11 de enero de 1869: Señorita Masako Ichijō
- 11 de enero de 1869 – 30 de julio de 1912: Su majestad la emperatriz (Shōken-kōgō)
- 30 de julio de 1912 – 9 de abril de 1914: Su majestad la emperatriz viuda (Shōken-kōtaigō)
- Título póstumo: Su majestad la emperatriz Shōken (Shōken)

## Distinciones honoríficas

### Distinciones honoríficas japonesas
- Dama Gran Cordón de la Orden de la Preciosa Corona.

### Distinciones honoríficas extranjeras
- España :  Dama de la Orden de Damas Nobles de la Reina María Luisa.
- Tailandia :  Dama de la Orden de la Casa Real de Chakri.

## Galería

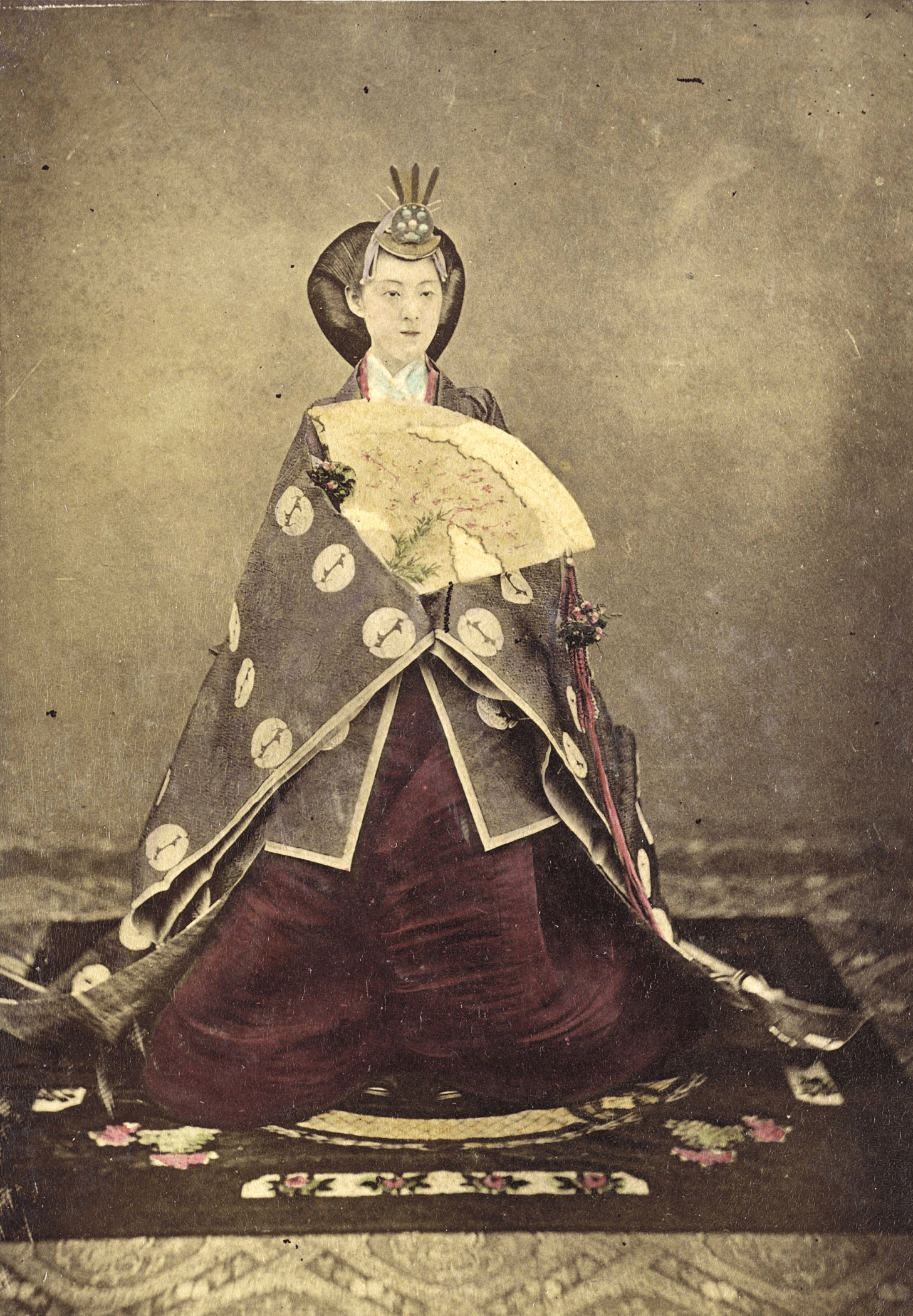
Emperatriz consorte Haruko en 1872.
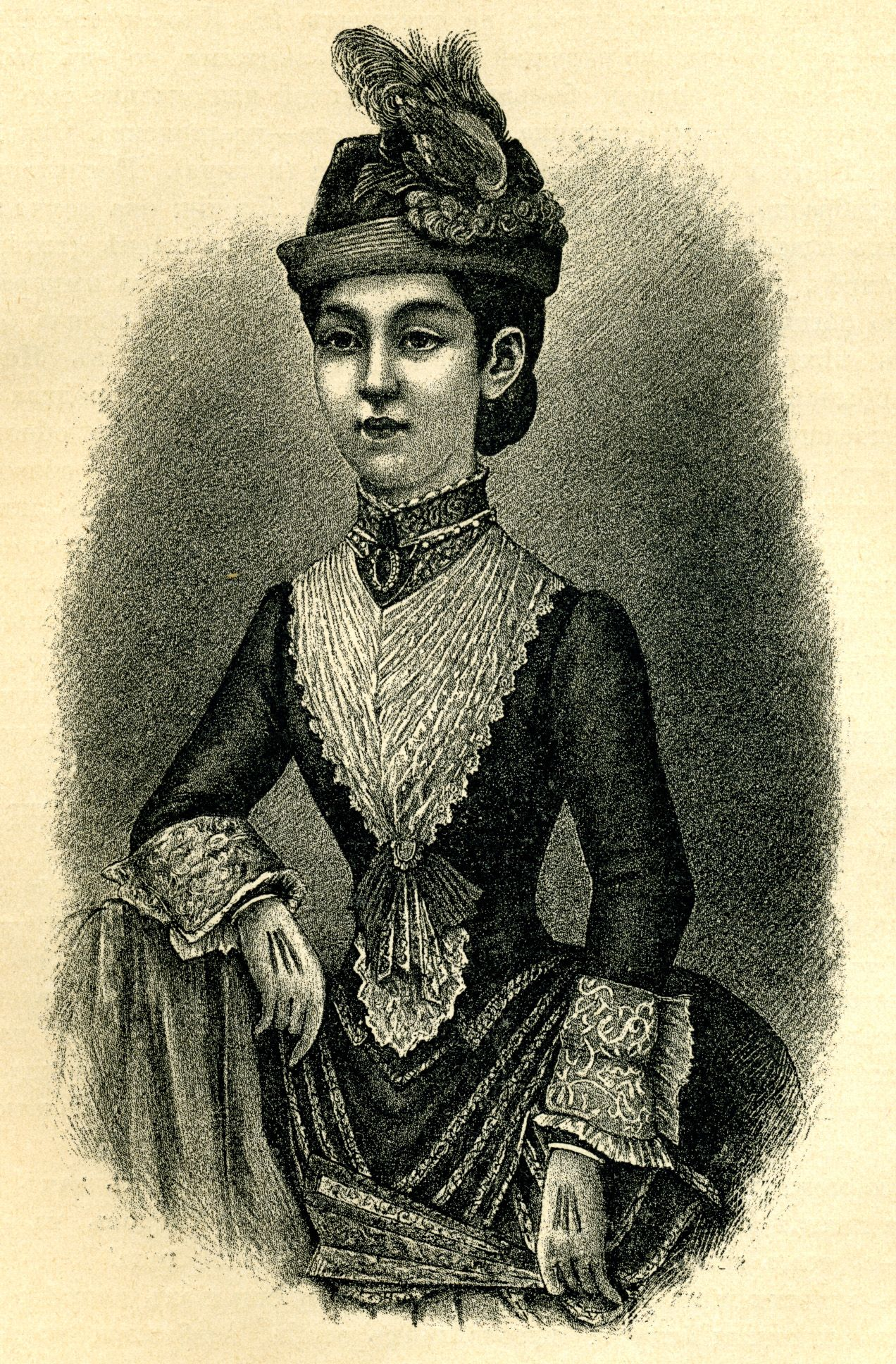
La emperatriz Haruko de un libro de 1902.
La familia imperial japonesa en 1900.